# Im Na-yeon
Im Na-yeon (kor. 임나연, ur. 22 września 1995), znana bardziej jako Nayeon – południowokoreańska piosenkarka. Po wygranej w programie survivalowym Sixteen została członkiem zespołu Twice, należącego do JYP Entertainment. Przez dwa lata z rzędu (2017 i 2018) zajmowała szóste miejsce na liście najpopularniejszych koreańskich idoli w corocznym sondażu muzycznym Gallup Korea.

## Życiorys
Nayeon ma młodszą siostrę, Im Seo-yeon. Już jako dziecko została zauważona przez wytwórnię JYP, jednakże jej matka nie wyraziła zgody na dołączenie do wytwórni. 10 lat później, 15 września 2010, w sekrecie Nayeon zdecydowała się wziąć udział w przesłuchaniu i została przyjęta. W 2013 roku zadebiutować miała wraz z grupą o nazwie 6mix w skład którego wchodzić miały także Jeongyeon a także Jihyo. Grupa jednak nigdy nie zadebiutowała.
W sondażu muzycznym najpopularniejszych koreańskich idoli przeprowadzonym przez Gallup Korea w 2017 roku Nayeon zajęła szóste miejsce, wyprzedzając pozostałe członkinie z zespołu. W sondażu z 2018 roku ponownie zajęła szóste miejsce, uzyskując 6,7% głosów.

## Dyskografia

### Solowa

#### Minialbumy
- Im Nayeon (2022)
- Na (2024)